# 稚内市立大岬小学校
稚内市立大岬小学校（わっかないしりつおおみさきしょうがっこう）は、北海道稚内市宗谷岬にある小学校。

## 地理
稚内市宗谷岬地区・峰岡地区・東浦地区を通学区域とする小学校で、日本の実効支配地域の最北端である宗谷岬を校区に含み、宗谷岬の約1.7km南東、北緯45度30分50秒に位置する日本最北の小学校である。また、学校教育法に定めるすべての種類の学校として日本で最も北に位置し、日本最北端の学校でもある。
校名は、旧宗谷村時代からの地名によるものだが、地名としての「稚内市大字宗谷村字大岬」は観光客に紛らわしいなどの理由で2003年に「稚内市宗谷岬」に変更された。

## 学校概要
- 学級数 - 4（特殊学級（情緒）1を含む、2009年5月1日現在）
- 児童数 - 52（男29、女23、令和5年4月1日現在）
- 本務教員数 - 7
- 本務職員数 - 2
- 校長 - 小島康秀
- 学校給食 - あり
- へき地学校指定級 - 3級

## 交通
- JR稚内駅より宗谷バス天北宗谷岬線で約54分、一日7往復、1390円、（2012年4月現在）大岬小学校前下車徒歩すぐ。
- 国道238号